# Горинська загальноосвітня школа
Горинська загальноосвітня школа — загальноосвітній опорний навчальний заклад І-ІІІ ступенів у селі Горинка Кременецького району Тернопільської області.

## Історія школи
1874 року в селі Горинка було засновано «однокласне народне училище» міністерства народної освіти.
У 1905 році за народні кошти побудовано нову школу «Початкове народне училище». Навчання здійснювалось до 1914 року.
З 1937 по 1939 роки в Горинці діяла трикласна публічна школа, в якій навчалося близько 100 учнів.
У 1954 році закінчили будівництво типової семирічної школи з просторим спортивним залом.
1957 року відбувся І випуск 10 класу Горинської середньої школи.
Першим директором був Отрощенко Іван Сергійович. Його наступники — Сівак Г. Н., Ольшанський С. Ф., Редько В. С., Павлюк Д. Г., Богуславський Б. Г., Шевчук М. Г.
У 1989 році було реконструйовано і добудовано навчальні приміщення, спортивну залу, простору їдальню.
Керівником школи з 1992 року є Олексюк Олег Михайлович.